# West-Thürings voetbalkampioenschap 1910/11
In 1910/11 werd het eerste voetbalkampioenschap van West-Thüringen gespeeld, dat georganiseerd werd door de Midden-Duitse voetbalbond. In 1909 was er reeds de voetbalbond Thüringer Ballspiel-Vereine von 1909, die zich op 18 december 1910 aansloot bij de Midden-Duitse bond. Ook de bond Verband Thüringer Ballspiel-Vereine von 1905 sloot zich aan en werd de Noordgroep. Op 2 mei 1911 werd beslist om beide groepen samen te voegen voor het volgende seizoen. 
Er kwam geen finale tussen beide groepen. Er nam ook geen team deel aan de Midden-Duitse eindronde. Wellicht omdat deze al op 12 maart van start ging en de competitie nog niet afgelopen was. 

## 1. Klasse

### Groep Noord
| Plaats | Club                                | Wed. | W | G | V | Saldo | Ptn.  |
| ------ | ----------------------------------- | ---- | - | - | - | ----- | ----- |
| 1.     | SC Meiningen 1904                   | 4    | 3 | 1 | 0 | 15:07 | 07:01 |
| 2.     | FC Breitungen                       | 4    | 3 | 0 | 1 | 10:08 | 06:02 |
| 3.     | Club Heiterkeit der Sp. Abt. Mehlis | 4    | 1 | 1 | 2 | 11:12 | 03:05 |
| 4.     | FC Zella 1905                       | 4    | 1 | 0 | 3 | 10:06 | 02:06 |
| 5.     | FC Preußen Suhl                     | 4    | 1 | 0 | 3 | 08:21 | 02:06 |

|  | Groepswinnaar |
|  | Degradatie    |

### Groep Zuid
| Plaats | Club                           | Wed. | W | G | V | Saldo | Ptn.  |
| ------ | ------------------------------ | ---- | - | - | - | ----- | ----- |
| 1.     | SC 1904 Schmalkalden           | 10   | 9 | 0 | 1 | 45:20 | 18:02 |
| 2.     | BC 1906 Hildburghausen         | 10   | 8 | 1 | 1 | 55:13 | 17:03 |
| 3.     | FC Teutonia Mittelschmalkalden | 4    | 1 | 1 | 2 | 11:12 | 03:05 |
| 4.     | SC Schleusingen                | 6    | 4 | 0 | 2 | 16:15 | 08:04 |
| 5.     | VfB 1909 Meiningen             | 10   | 3 | 0 | 7 | 09:40 | 06:14 |
| 6.     | FC Germania Mehlis             | 10   | 2 | 0 | 8 | 16:43 | 04:16 |
| 7.     | SC Wasungen 1908               | 6    | 0 | 0 | 6 | 12:09 | 00:12 |